# Li Yunqi
Li Yunqi (28 de agosto de 1993) é um nadador chinês. Ele conquistou uma medalha de bronze nos Jogos Olímpicos de Londres de 2012, na prova do revezamento 4x200 metros livres, junto com seus compatriotas Hao Yun, Jiang Haiqi e Sun Yang.